# Diana Aisenberg
Diana Aisenberg est une artiste plasticienne, peintre de genre et enseignante argentine, née le 31 juillet 1958 à Buenos Aires, en Argentine. Elle vit et travaille à Buenos Aires.

## Biographie

### Formation
Diana Aisenberg entre en 1976 à l’École normale supérieure Mariano Acosta de Buenos Aires. Elle rejoint en 1978 l’École pour les professeurs d’art Ramat Asharon à Tel Aviv. En 1982, elle est diplômée de l’École des beaux-arts Bezalel de Jérusalem.
De 1983 à 1986, elle étudie l’histoire de l’art, l’esthétique et les arts combinés au Studio Ethos à Buenos Aires.

### Démarche artistique
Diana Aisenberg a initié en parallèle de ses productions personnelles une démarche de transmission depuis de nombreuses années, définie sous le terme de MDA (Método Diana Aisenberg).
Cette transmission s’adresse en priorité à des artistes professionnels ou étudiantes et étudiants en art, à travers un dispositif appelé Clínica de Arte (Clinique d’art). Elle organise des séances de travail collaboratives, chez elle ou dans des lieux d’art (musées, galeries, écoles d’art), autour de thèmes variés. Ces séances prennent régulièrement la forme de marathons se déroulant sur plus de six heures d’atelier, de jour comme de nuit.
Elle a mis en place une méthode de travail qu'elle a appelé Glass Economy qui se propose d'aller contre la bureaucratie en utilisant une méthode asymétrique mais non chaotique. elle se base sur les études du mathématicien Poincarré qui a indiqué qu'à partir d'un tore (une figure géométrique) et de ses modifications infimes on peut prévoir sa désintégration ou son changement.
Cette démarche fait de Diana Aisenberg une personnalité influente de la scène artistique argentine depuis les années 1980. Parmi les artistes ayant participé activement à son enseignement, on peut citer Ad Minoliti et Maria Ibanez Lago.
Ses œuvres font partie des collections permanentes du musée national des beaux-arts à Buenos Aires, du musée d’art contemporain de la province de Buenos Aires à Mar del Plata et du musée provincial des beaux-arts Franklin Rawson à San Juan.
Elle est également commissaire d'expositions.

## Œuvres (sélection)
- Les Madonnes & retables (1980)
- Vaches (1990,1994)
- Gallinacées (1992-1995)
- Combinaisons (2003)
- Ombres (2000)
- Architectures du ciel (2005-2011)
- Fragments mixtes (2011)
- Fragments de céramiques (2003)

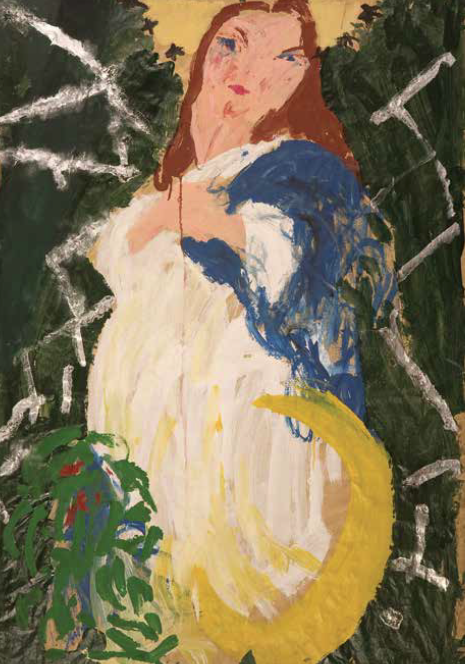
Madonnas y retablos, 1983. Collection du Musée national des Beaux-arts de Buenos Aires

- Fragments de disques Flexiplast (2008-2011)
- Coloriages (2009)
- Deva Cyborg (2019)

## Publications
Elle a publié plusieurs ouvrages, dont :
- MDA, apuntes para un aprendizaje del arte, (Tercera editions, Adriana Hidalgo Editora, Buenos Aires, 2017)
- Historias del arte, diccionario de certezas e intuiciones (Adriana Hidalgo éditions, 2004)